# Söhre
Söhre è una frazione (Stadtteil) del comune di Diekholzen, nel land della Bassa Sassonia, in Germania.

## Storia
Già comune autonomo nel circondario di Hildesheim-Marienburg, fu soppresso e incorporato a Diekholzen il 1º marzo 1974.